# Feux de forêt de 2019 en Amazonie
Les feux de forêt de 2019 en Amazonie sont une série de milliers d'incendies qui se déroulèrent principalement dans la forêt amazonienne en 2019.
La majeure partie des feux de forêt se sont produits dans la partie de la forêt située au Brésil (plus de 60 % de celle-ci se trouve à l'intérieur de son territoire,), mais des pays voisins comme la Bolivie, le Pérou et le Paraguay ont également signalé de nombreux départs de feux. Les incendies ont suscité une importante réaction de la communauté scientifique et internationale en juillet et août 2019 à la suite des publications de l'Institut national de recherches spatiales (INPE) faisant état d'au moins 75 336 feux décomptés en huit mois au Brésil, statistiques basées sur des observations satellitaires,. De janvier au 23 août 2019, plus de 40 000 feux ont été décomptés dans la plus grande forêt tropicale au monde, considérée comme « essentielle pour lutter contre le réchauffement climatique ». Il s'agit du nombre le plus élevé depuis le début de la collecte des données en 2013,,,.
À partir du 20 août, de nombreux incendies frappent quatre états brésiliens : Amazonas, Rondonia, Mato Grosso et Pará. Amazonas, qui est le plus grand état du pays, et qui a la « plus grande étendue de forêt tropicale intacte » dans le monde, déclare l'état d'urgence le 11 août, suivi par l'État d'Acre, dans la Région Nord.
Les feux de forêt ont suscité des critiques vis-à-vis du gouvernement brésilien, en particulier des ONG environnementales et de la France, qui borde le Brésil en Guyane,,,,. Ces agences affirment que le système politique mis en place par le président brésilien nouvellement élu, Jair Bolsonaro, a affaibli la protection de la forêt tropicale.
Le gouvernement estime que la déforestation est nécessaire pour reconstruire l'économie brésilienne, et que les données de l'INPE ont été falsifiées dans le cadre d'une campagne de désinformation menée contre lui. Au début du mois d'août, Bolsonaro a limogé le directeur de l'INPE après la diffusion de statistiques par l'agence montrant une augmentation significative de la déforestation au Brésil,.
Début 2020, l'analyse des données satellitaires montre que la superficie brûlée en 2019 s'établit finalement autour de la moyenne des années précédentes,.

## Contexte
Le bassin de l'Amazone, qui fait à peu près la taille de l'Australie, est recouvert d'une végétation dense comprenant 400 milliards d'arbres. La forêt dense et humide « dévie et consomme une quantité inconnue mais significative de chaleur solaire ». La forêt amazonienne « alimente des systèmes à l'échelle de la planète », y compris les rivières atmosphériques, puisque 20 % de l'eau douce de la planète traverse des cycles dans cette forêt tropicale. Depuis les années 1970, le Brésil a déforesté environ 20 % de la forêt, ce qui représente 777 204 km2 (donnée de 2016), soit une surface quasiment aussi grande que la Turquie. Soixante pour cent de la forêt se situent en territoire brésilien, tandis que 13 % se trouvent au Pérou et 10 % en Colombie, et des portions moindres au Venezuela, en Équateur, en Bolivie, à Guyana, au Suriname et en Guyane.
Au Brésil, l'Institut national de recherches spatiales (INPE, ou Institut national pour la recherche spatiale) publie les chiffres de la déforestation chaque année. En 2015 est créé le système DETER (« Système de détection de la déforestation en temps réel »), qui provoque une alerte automatique pour tout défrichement de plus de trois hectares} détecté en forêt amazonienne, avec une mise à jour hebdomadaire des données. Le système est doublé par le système de « surveillance par satellites de la déforestation en Amazonie (PRODES) » qui permet de déterminer les taux de déforestation annuels officiels du Brésil, calculés sur système d'information géographique via des images en haute résolution prises par différents satellites.
En 2018, 40 136 incendies ont eu lieu dans la même région.
Néanmoins, les incendies historiques de 2016 et 2017 furent plus importants. En 2017, 208 278 incendies furent recensés s'approchant du record historique de 2004 (270 295 incendies).

## Causes

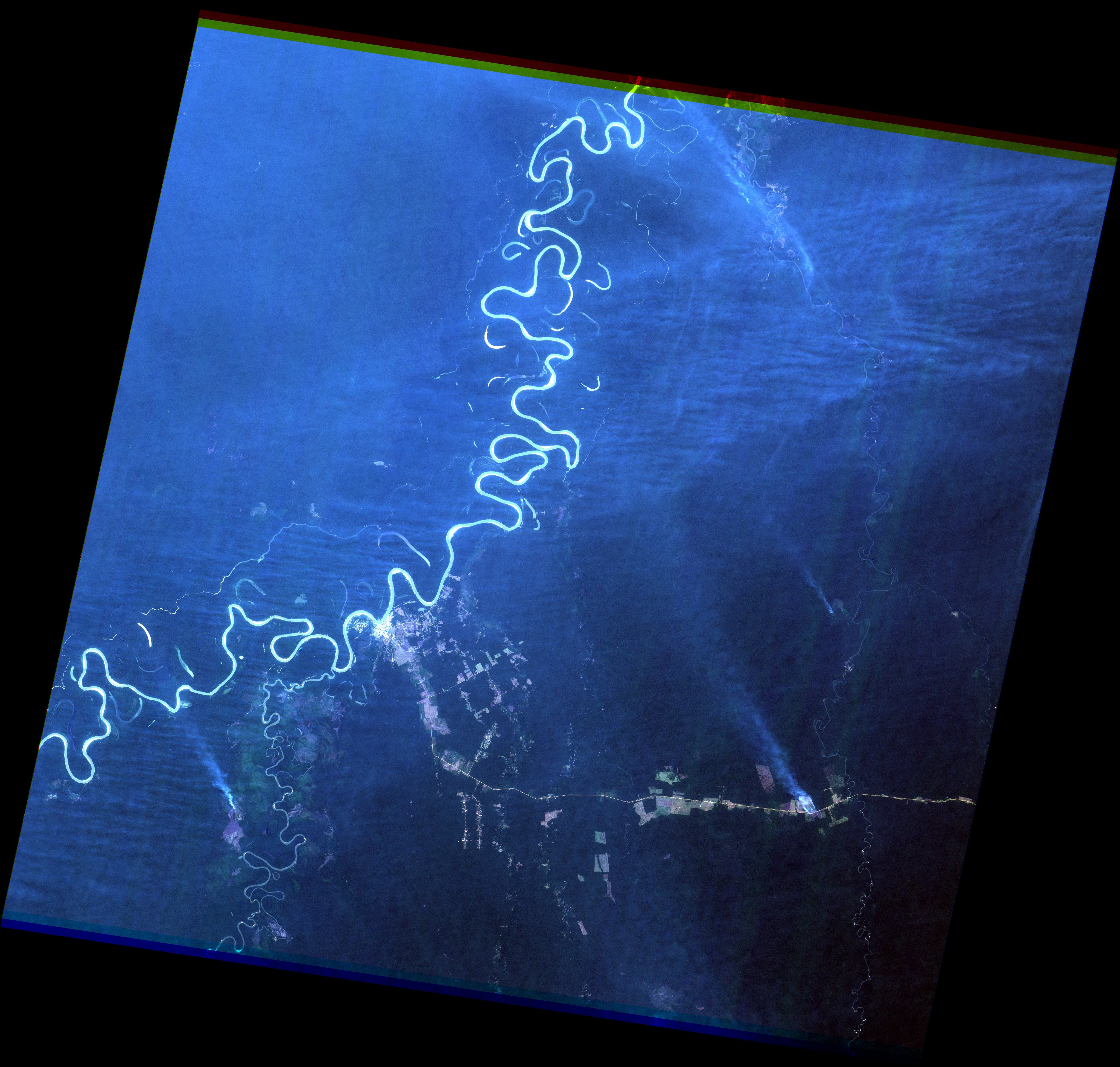
Image satellite INPE prise le 16 août 2019 le long de la rivière Purus, entre Canutama et Lábrea, dans l'état d'Amazonas, montrant plusieurs panaches de fumée de feux de forêt, y compris dans des zones déboisées.

De nombreuses hypothèses ont été avancées pour expliquer l’ampleur des flammes qui ont ravagé la forêt amazonienne. La sécheresse, le réchauffement climatique, la déforestation, l’agriculture intensive ou encore le défrichement au brûlis sont autant de scénarios qui se pourraient en être à l'origine.

### Cause naturelle
Les incendies se produisent naturellement pendant la saison sèche en juillet et août. Selon Euronews, les incendies de forêt se sont multipliés du fait que l'activité agricole « s'est étendue dans le bassin amazonien et a encouragé la déforestation ».

### Incendies volontaires
Certains agriculteurs provoquent des incendies afin de défricher légalement ou illégalement des terres à des fins d'élevage. En août, des agriculteurs de l’état amazonien de Pará ont publié une annonce dans le journal local concernant une queimada ou « journée de feu » en août. Peu de temps après, le nombre d'incendies a considérablement augmenté. Illégalement, ces dernières années, des « accapareurs de terres » (grileiros) ont pénétré profondément les forêts des « territoires autochtones du Brésil et divers endroits protégés de l'Amazonie ».
Les autorités brésiliennes ont notamment été accusées de ne pas avoir empêché un incendie criminel organisé par des agriculteurs pro-Bolsonaro alors qu’elles étaient au courant. 
Selon des scientifiques et des défenseurs de l'environnement, depuis que le président Jair Bolsonaro, élu en octobre, a pris ses fonctions en janvier 2019, il est accusé d'avoir « encouragé les bûcherons et les agriculteurs à défricher la terre », ce qui a entraîné un regain de la déforestation de la forêt amazonienne, soit une augmentation de 88 % en juin par rapport à juin 2018, selon l’INPE,.

## Feux de forêt

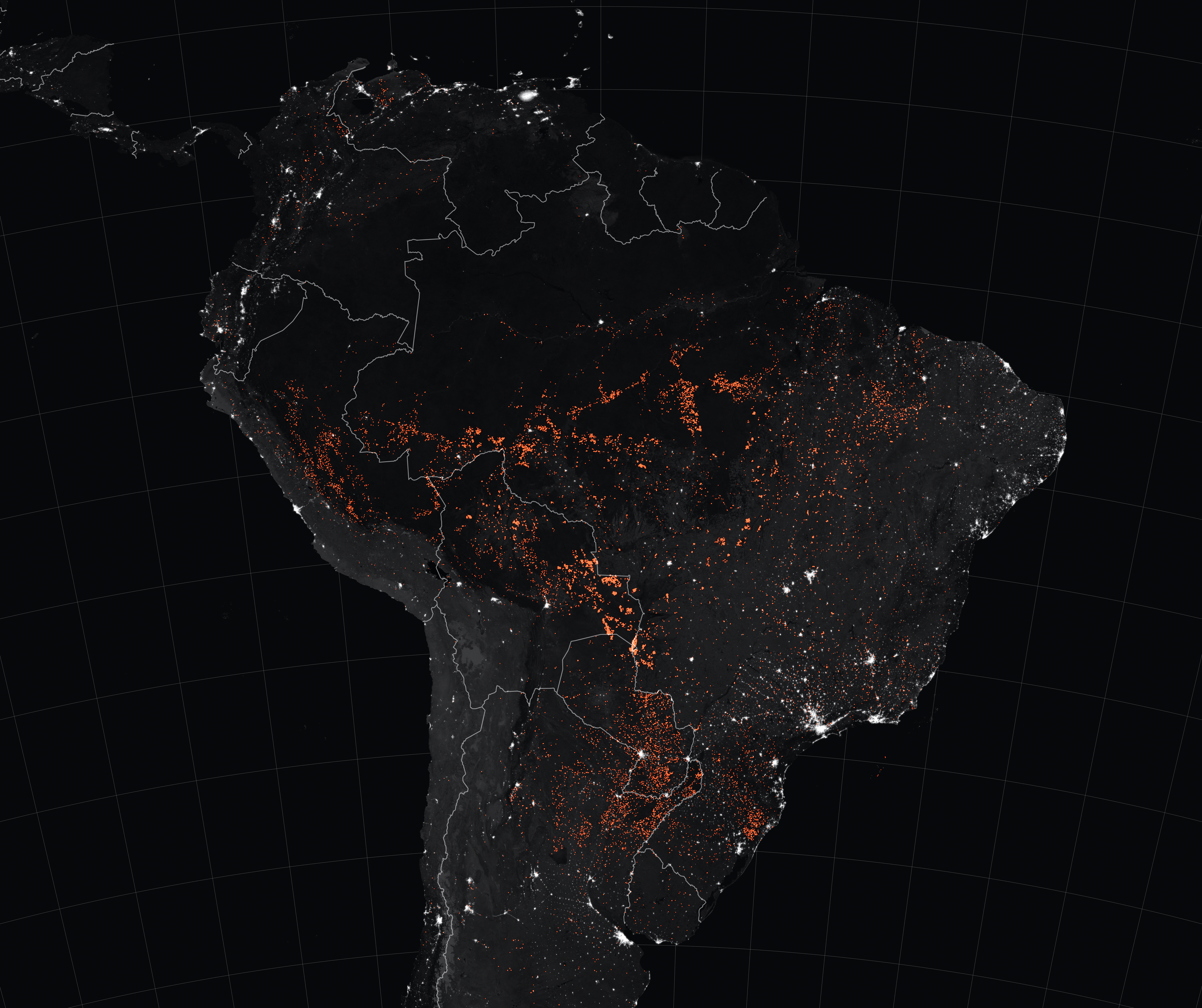
Feux de forêt en Amazonie le 22 août 2019.

### Au Brésil
Le mois d'août 2019 connait une forte croissance du nombre d'incendies de forêt. Le 11 août, l'État d'Amazonas déclare l'état d'urgence. La NASA a publié des images deux jours plus tard, montrant la fumée des feux visible depuis l'espace. Cependant, selon la NASA, en raison d'une activité des incendies de forêt inférieure à la moyenne à Mato Grosso et à Pará, l'activité totale des incendies en Amazonie est proche de la moyenne des 15 dernières années.
Le 20 août, l'INPE a signalé la détection de « 39 194 incendies dans la plus grande forêt tropicale du monde » depuis janvier. Cela représente une augmentation de 77 % du nombre d'incendies par rapport à la même période en 2018. La NASA a quant à elle signalé une augmentation des incendies de forêt dans l'Amazonas et le Rondonia et une diminution au Mato Grosso et dans le Pará. Au moins 75 336 incendies ont été détectés dans tout le Brésil ce qui représente une augmentation de 84 % par rapport à la même période en 2018. Entre le 19 et le 22 août, 9 507 nouveaux départs de feux ont été enregistrés.

### Incendies dans les pays voisins
Les incendies s'étendent également aux pays limitrophes. Des pompiers boliviens ont été déployés à la frontière avec le Brésil pour lutter contre les flammes et surveiller la région. L'avancée des feux reste pour l'heure difficile à évaluer, compte tenu de la superficie de la plus vaste forêt tropicale de la planète.
En effet, la Bolivie et le Paraguay sont eux aussi confrontés à d’importants feux de forêt. En Bolivie, environ 654 000 hectares sont partis en fumée dans le département de Santa Cruz depuis le mois de mai, avec une forte recrudescence des feux en août. Depuis environ deux semaines[Quand ?], les pompiers boliviens font face à des incendies devenus hors de contrôle. Le 22 août (2019), le président Evo Morales a déployé un avion bombardier d'eau Boeing 747 Supertanker au-dessus de l'Amazonie bolivienne.
Au Pérou, la région de Madre de Dios a signalé des niveaux de dioxyde de carbone supérieurs à la normale en raison des incendies au Brésil et en Bolivie, ce qui a suscité des inquiétudes pour la santé de la population. Des incendies isolés ont également été signalés à Madre de Dios, mais les autorités régionales ont indiqué qu'ils n'avaient aucun lien avec ceux du Brésil.
Au Paraguay, des incendies sont localisés dans le district d'Alto Paraguay et dans la région du Pantanal, protégée par l'UNESCO. Le président paraguayen, Mario Abdo, travaille en étroite collaboration avec le président bolivien afin de coordonner les interventions. Aucune donnée officielle n’est pour l’heure disponible,.

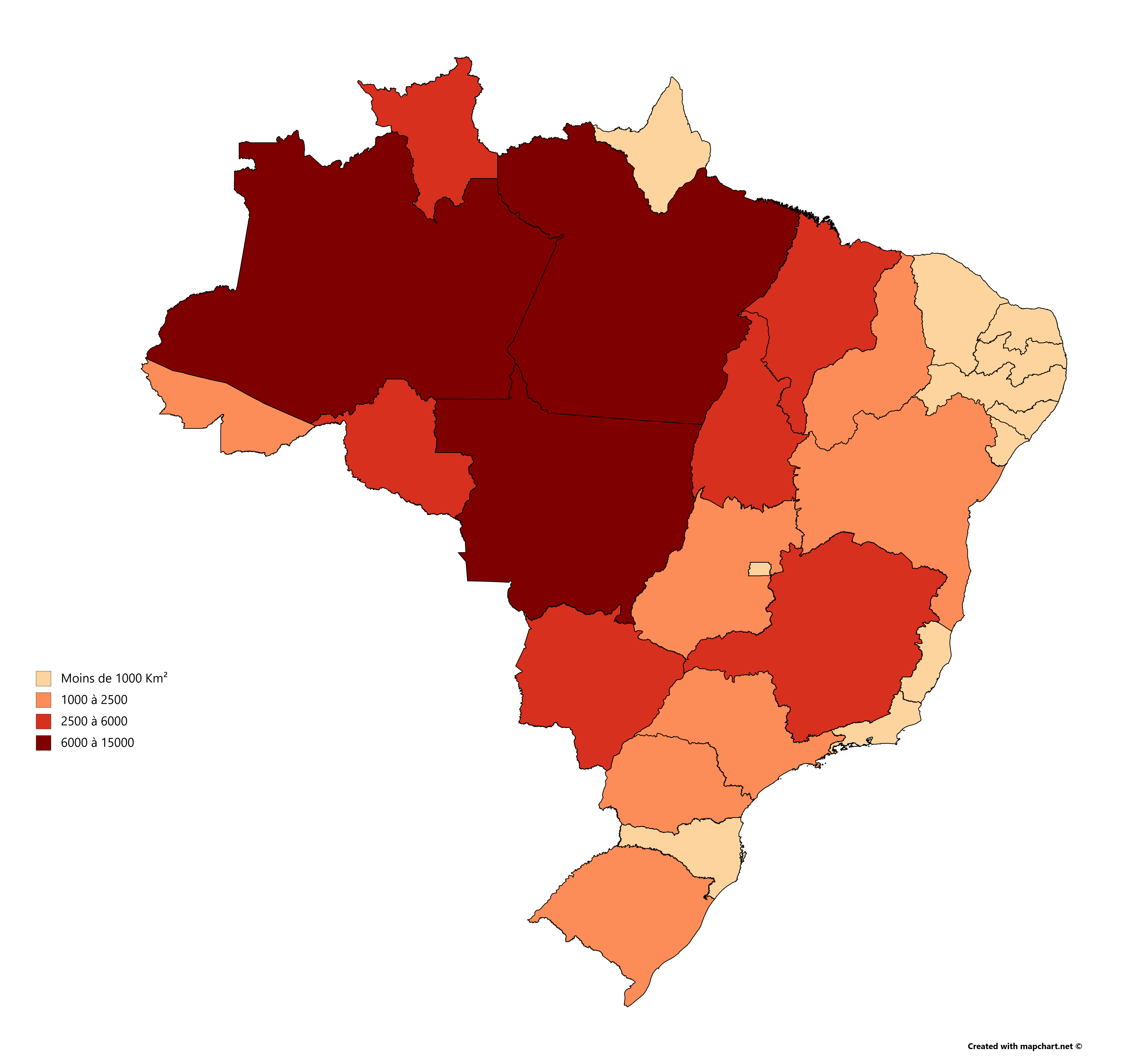
Feux de forets de 2019 Brésil

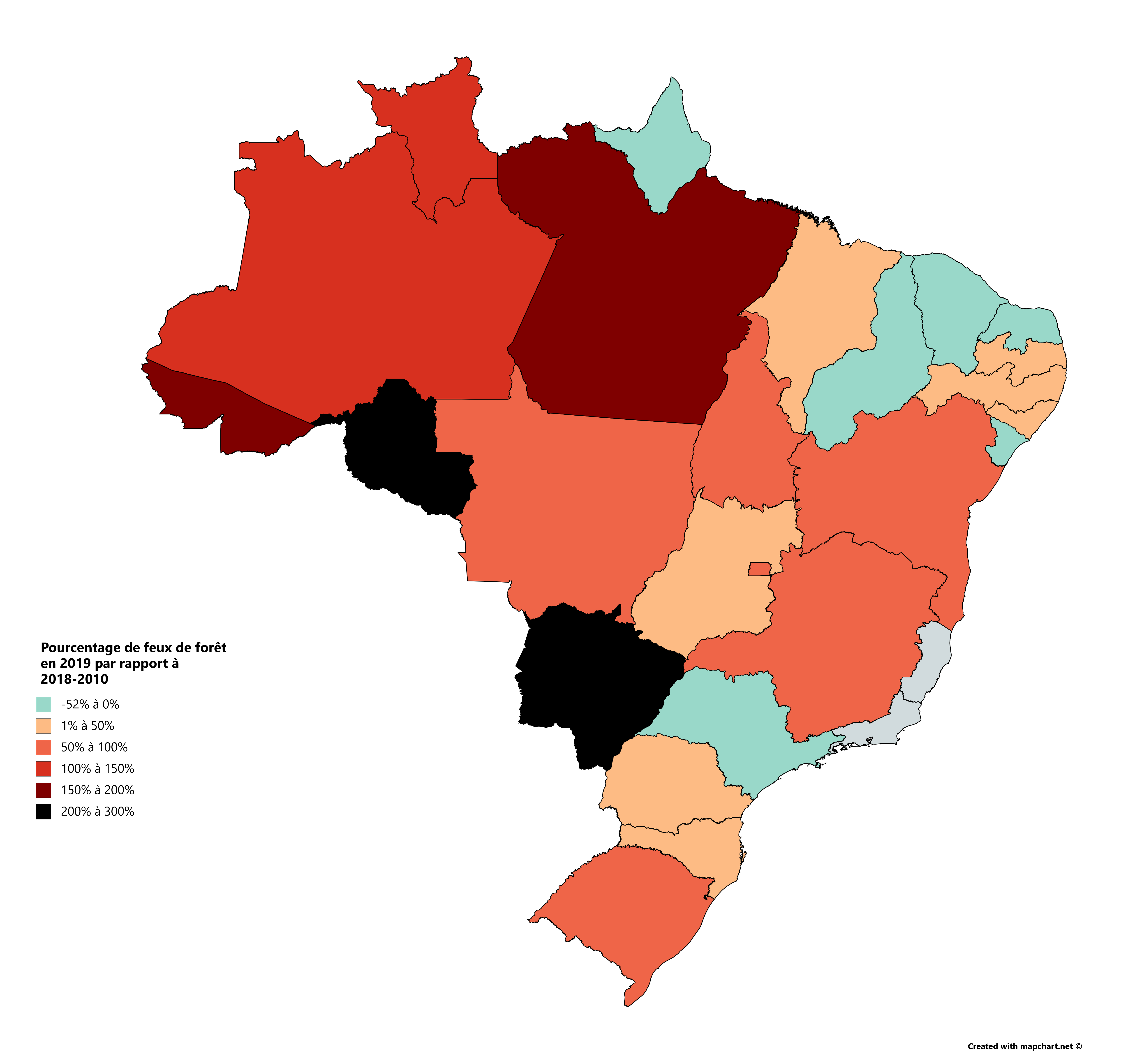
Pourcentage de feux de forêt en 2019 par rapport à 2018-2010

## Nombre d'incendies de forêt par année et par État
| DateÉtat            | 2013   | Diff% | 2014   | Diff% | 2015   | Diff% | 2016   | Diff% | 2017   | Diff% | 2018   | Diff% | 2019   |
| ------------------- | ------ | ----- | ------ | ----- | ------ | ----- | ------ | ----- | ------ | ----- | ------ | ----- | ------ |
| Acre                | 700    | 10 %  | 775    | 4 %   | 806    | 134 % | 1 890  | -58 % | 791    | 7 %   | 851    | 197 % | 2 533  |
| Alagoas             | 128    | -9 %  | 116    | 69 %  | 196    | -60 % | 78     | 5 %   | 82     | -25 % | 61     | 19 %  | 73     |
| Amazonas            | 1 494  | 99 %  | 2 977  | 21 %  | 3 616  | 26 %  | 4 577  | 8 %   | 4 948  | -42 % | 2 870  | 151 % | 7 225  |
| Amapá               | 27     | 77 %  | 48     | -8 %  | 44     | -13 % | 38     | -55 % | 17     | 111 % | 36     | -52 % | 17     |
| Bahia               | 2 133  | -28 % | 1 528  | 11 %  | 1 703  | 45 %  | 2 475  | -38 % | 1 516  | -22 % | 1 177  | 90 %  | 2 245  |
| Ceará               | 274    | 4 %   | 285    | 22 %  | 348    | 29 %  | 450    | -56 % | 194    | 65 %  | 321    | -4 %  | 306    |
| District fédéral    | 52     | 134 % | 122    | -60 % | 48     | 231 % | 159    | -30 % | 110    | -64 % | 39     | 51 %  | 59     |
| Espírito Santo      | 179    | -35 % | 115    | 119 % | 252    | 44 %  | 365    | -76 % | 87     | 1 %   | 88     | 160 % | 229    |
| Goiás               | 1 338  | 41 %  | 1 892  | -19 % | 1 520  | 57 %  | 2 393  | -25 % | 1 792  | -24 % | 1 346  | 22 %  | 1 653  |
| Maranhão            | 4 003  | 81 %  | 7 247  | 7 %   | 7 822  | -16 % | 6 506  | -31 % | 4 460  | -11 % | 3 951  | 23 %  | 4 880  |
| Minas Gerais        | 1 933  | 24 %  | 2 414  | -37 % | 1 509  | 90 %  | 2 873  | -31 % | 1 971  | -20 % | 1 564  | 75 %  | 2 739  |
| Mato Grosso do Sul  | 1 322  | -27 % | 954    | 109 % | 1 999  | 7 %   | 2 153  | 9 %   | 2 367  | -54 % | 1 071  | 278 % | 4 056  |
| Mato Grosso         | 7 631  | 34 %  | 10 267 | -15 % | 8 695  | 50 %  | 13 078 | -33 % | 8 662  | -14 % | 7 408  | 91 %  | 14 157 |
| Pará                | 3 092  | 170 % | 8 349  | -4 %  | 7 967  | -3 %  | 7 709  | 24 %  | 9 590  | -65 % | 3 330  | 198 % | 9 952  |
| Paraïba             | 71     | 67 %  | 119    | -34 % | 78     | -6 %  | 73     | -45 % | 40     | 60 %  | 64     | 20 %  | 77     |
| Pernambouc          | 173    | -5 %  | 164    | 48 %  | 244    | -63 % | 90     | 36 %  | 123    | -22 % | 95     | 36 %  | 130    |
| Piauí               | 1 440  | 123 % | 3 223  | -19 % | 2 599  | -7 %  | 2 416  | -34 % | 1 581  | 85 %  | 2 933  | -25 % | 2 176  |
| Paraná              | 1 298  | -23 % | 992    | 20 %  | 1 196  | 44 %  | 1 724  | -10 % | 1 540  | -1 %  | 1 511  | 12 %  | 1 697  |
| Rio de Janeiro      | 173    | 101 % | 348    | -1 %  | 343    | 0 %   | 346    | -30 % | 241    | -41 % | 140    | 182 % | 396    |
| Rio Grande do Norte | 69     | -17 % | 57     | 36 %  | 78     | -28 % | 56     | 23 %  | 69     | 21 %  | 84     | -31 % | 58     |
| Rondônia            | 693    | 210 % | 2 151  | 46 %  | 3 156  | -2 %  | 3 073  | -12 % | 2 700  | -29 % | 1 908  | 203 % | 5 787  |
| Roraima             | 950    | 84 %  | 1 757  | -14 % | 1 499  | 136 % | 3 541  | -82 % | 616    | 221 % | 1 981  | 132 % | 4 608  |
| Rio Grande do Sul   | 890    | 33 %  | 1 192  | -25 % | 894    | 150 % | 2 242  | -37 % | 1 399  | -27 % | 1 009  | 80 %  | 1 817  |
| Santa Catarina      | 958    | -49 % | 481    | 32 %  | 635    | 112 % | 1 352  | -23 % | 1 034  | -15 % | 873    | 13 %  | 988    |
| Sergipe             | 155    | -56 % | 68     | 122 % | 151    | -53 % | 70     | -2 %  | 68     | 8 %   | 74     | -16 % | 62     |
| São Paulo           | 1 274  | 46 %  | 1 872  | -42 % | 1 078  | 104 % | 2 208  | -29 % | 1 565  | 38 %  | 2 172  | -30 % | 1 516  |
| Tocantins           | 4 095  | 36 %  | 5 578  | -12 % | 4 909  | 50 %  | 7 375  | -32 % | 4 995  | -23 % | 3 829  | 54 %  | 5 900  |
| Total               | 36 545 | 50 %  | 55 091 | -3 %  | 53 385 | 29 %  | 69 310 | -24 % | 52 558 | -22 % | 40 786 | 84 %  | 75 336 |

## Impacts

### Environnementaux

Série temporelle du sondeur infrarouge atmosphérique représentant le monoxyde de carbone causé par des incendies dans la région amazonienne du 8 au 22 août 2019.

Le panache de fumée des incendies à Rondônia et à Amazonas (à plus de 2 000 km au nord-est) a assombri le ciel sur la plus grande ville du Brésil, São Paulo. Les épaisses fumées sont entrées en contact avec des masses d'air froid et les cendres ont été transportées jusqu'à la côte.
L'imagerie satellite a également détecté de grandes quantités de dioxyde de carbone libérées par les incendies et se propageant dans les pays voisins, où normalement la forêt amazonienne stocke et convertit le dioxyde de carbone en oxygène. Le service Copernicus de lutte contre le changement climatique de l'Union européenne a également fait état d'un « pic perceptible » d'émissions de monoxyde et de dioxyde de carbone générées par les incendies.
Le Secrétaire général des Nations unies, António Guterres, a déclaré : « En cette période de crise climatique mondiale, nous ne pouvons plus nous permettre de nuire davantage à une source majeure d'oxygène et de biodiversité ».
En Bolivie, le Bosque seco de Chiquitano, où se trouve la Réserve naturelle de Tucavaca, une réserve de biodiversité où vivent 35 espèces animales endémiques et au moins 55 espèces végétales endémiques, est gravement touché par les incendies, qui lui causent des dommages irréversibles ou impossibles à réparer en moins de 200 ans.

### Peuples autochtones
En plus des dommages environnementaux, l'agriculture sur brûlis qui provoque ces incendies a menacé les peuples autochtones du Brésil résidant dans la forêt ou à proximité de celle-ci. Des représentants autochtones ont déclaré que les agriculteurs, les bûcherons et les mineurs, encouragés par la politique du gouvernement, ont forcé ces populations à quitter leurs terres, parfois par la violence, assimilant leurs méthodes à un génocide. Certaines de ces tribus ont juré de lutter contre ceux qui sont engagés dans la déforestation afin de protéger leurs terres.

### Faune
Les scientifiques s'inquiètent du fait que les incendies ont causé la mort d'un grand nombre d'animaux et complètement perturbé leurs habitats naturels, tout en modifiant les conditions climatiques naturelles des vastes zones autrefois boisées.
Mazeika Sullivan, professeur associé à l’école de l’environnement et des ressources naturelles de l’Université d'État de l'Ohio, indique que les incendies pourraient avoir des conséquences néfastes sur la faune à court terme car de nombreux animaux vivant dans la jungle ne sont pas adaptés à ce type d'incendie extraordinaire. Les paresseux, les lézards, les fourmiliers et les grenouilles sont les animaux les plus touchés en raison de leur petite taille et de leur faible mobilité. Les espèces endémiques telles que le titi de Milton et le tamarin à selle des Mura seraient également menacées. Les espèces aquatiques pourraient aussi être affectées, les incendies modifiant la composition chimique de l'eau. Les effets à long terme seraient plus catastrophiques. La destruction du couvert dense de la forêt amazonienne par les incendies exposerait ainsi les niveaux inférieurs de l'écosystème, modifiant ensuite le flux d'énergie de la chaîne alimentaire.
Dans le sud-est de la Bolivie, environ 500 espèces animales, dont 35 endémiques, sont menacées par les incendies. Le Parc naturel de Otuquis, qui était connu pour sa biodiversité, est dévasté, et de très nombreux animaux sont morts, principalement des mammifères, des reptiles et des escargots géants. Selon les estimations de Sandra Quiroga, professeure à l'université nationale de Santa Cruz qui a consulté les biologistes de Chiquitina, au moins 2,3 millions d'animaux sont morts dans les incendies en Bolivie au 25 septembre 2019.

## Réponses
La France partage une frontière de 450 km avec le Brésil, et une partie de la forêt amazonienne est située sur le territoire de la Guyane, la forêt guyanaise. L’immigration clandestine importante liée aux différentes crises et à la situation économique dans certains pays proches comme le Venezuela est un enjeu électoral important en Guyane. Le président de la République française Emmanuel Macron a qualifié les feux de forêt amazoniens de « crise internationale », en écrivant notamment sur Twitter : « Notre maison brûle. Littéralement » et a appelé la communauté internationale à réagir, notamment les grandes puissances mondiales se réunissant au Sommet du G7 à Biarritz du 24 au 26 août 2019,. Greenpeace a qualifié les propos d'Emmanuel Macron d'« hypocrites » en raison du soutien de celui-ci pour un accord de libre-échange avec Jair Bolsonaro qui favorise la destruction de l'Amazonie pour l’agrobusiness.
Les incendies se produisent lors des négociations finales relatives à un accord commercial important entre l'Union européenne et le Mercosur, un bloc commercial composé de l'Argentine, du Brésil, de l'Uruguay et du Paraguay. L'accord était en discussion depuis 1999 et les négociations s'étaient accélérées après l'élection du président des États-Unis, Donald Trump. L'Élysée, qui accuse le président brésilien Jair Bolsonaro de n'avoir pas « respecté ses engagements climatiques, y compris en ce qui concerne les incendies », s'oppose à l'accord Mercosur en l'état tant que le Brésil ne s'engage pas à protéger l'environnement, comme il en a été discuté pendant le Sommet du G20 à Osaka (Japon), instance dont est membre le Brésil. Le Premier ministre irlandais Leo Varadkar annonce dans le même temps la suspension de l'accord.
Le ministre des Finances finlandais, Mika Lintilä, suggère l’idée d’une interdiction par l’UE des importations de bœuf brésilien jusqu’à ce que le pays prenne des mesures pour mettre fin à la déforestation.
L'OTAN a déclaré que « la forêt tropicale brûlait à un rythme alarmant ». Selon un article de Vox, parmi tous les incendies de forêt de 2019, y compris ceux du Groenland et de la Sibérie, les incendies de la forêt amazonienne sont les plus importants.
Dans la soirée du 23 août 2019, un déploiement imminent de l'armée brésilienne est annoncé, tandis que, dans la foulée, Donald Trump propose l’aide des États-Unis pour lutter contre les incendies en Amazonie.

### Gouvernement brésilien

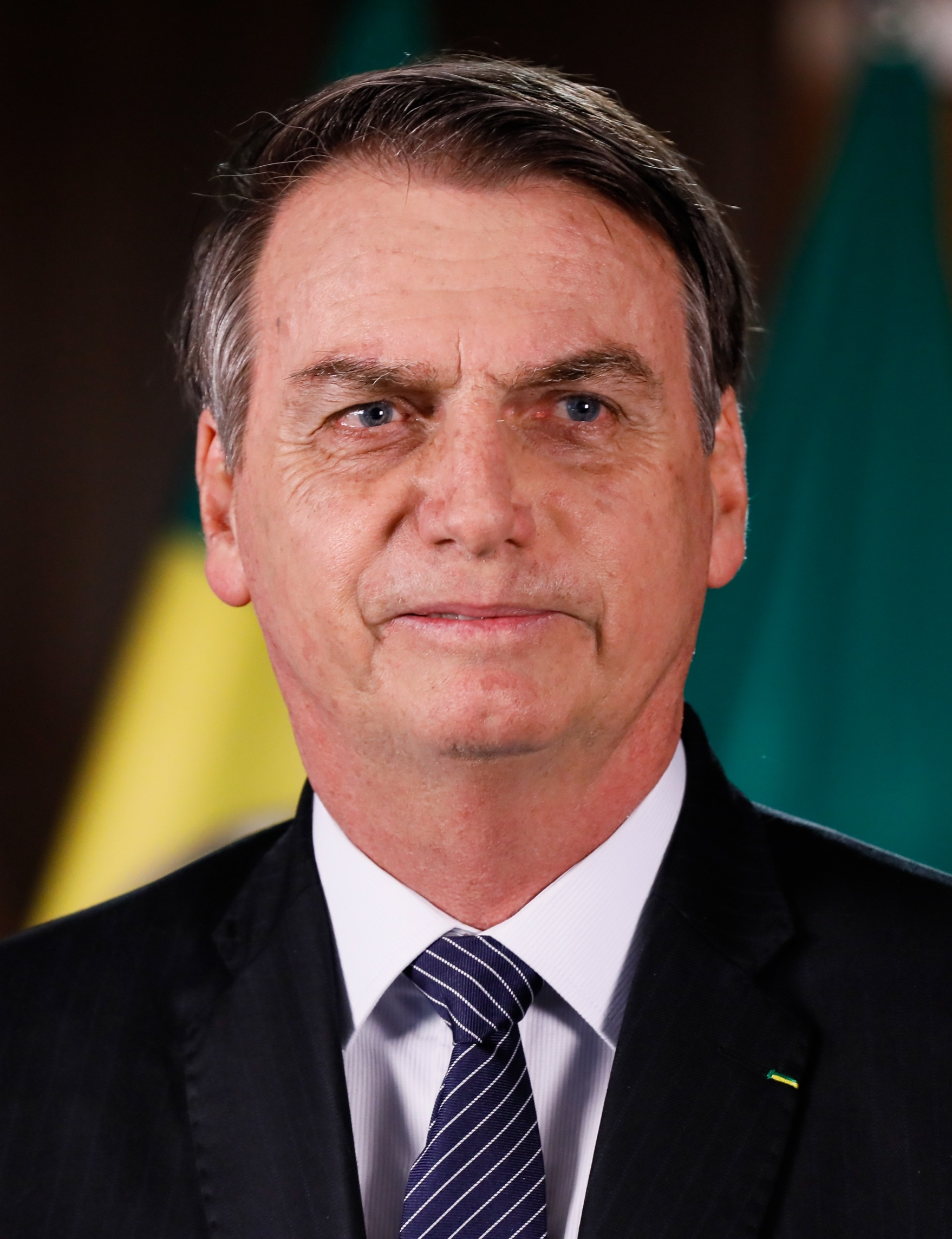
Le président brésilien, Jair Bolsonaro, a vivement critiqué les réactions internationales face aux incendies de forêt.

À la suite du rapport de l'INPE montrant l'augmentation conséquente de la déforestation au mois de juillet, Bolsonaro déclare d'un ton ferme « les chiffres sont faux ! ». Le 2 août, il limoge le directeur de l'INPE, Ricardo Galvão, un « physicien respecté »,,,, accusant celui-ci d'utiliser ces données pour mener une « campagne contre le Brésil »,,.
Le 22 août, Bolsonaro a déploré le manque de moyens nécessaires pour lutter contre les incendies. La veille, il insinua que les ONG environnementales seraient responsables de ce désastre. Il déclara devant des journalistes à Brasilia : « Il pourrait s'agir, mais je ne l'affirme pas, d'actions criminelles de ces ONG pour attirer l'attention contre ma personne et contre le gouvernement brésilien »,. WWF Brasil, Greenpeace et l'Institut brésilien de protection de l'environnement contestèrent ces affirmations.
Le ministre des Affaires étrangères brésilien, Ernesto Araújo, a également condamné les critiques internationales sur la réaction de Bolsonaro, les qualifiant de « traitement brutal et injuste » à l'égard de Bolsonaro et du Brésil.
Le gouvernement s'est également prononcé contre toute surveillance internationale de la situation. Rodrigo Maia, président de la Chambre des députés, a annoncé qu'il constituerait un comité parlementaire chargé de surveiller l'évolution des incendies. En outre, la Chambre réunira une commission générale dans les prochains jours pour évaluer la situation afin de proposer des solutions au gouvernement.
Le 27 août, le gouvernement brésilien refuse une aide de 20 millions de dollars pour combattre les incendies, proposée par le G7 aux pays amazoniens. Il conseille aux pays européens d'utiliser « ces moyens pour la reforestation de l'Europe ».
En réponse à un rapport du groupe Globo Rural révélant l'implication d'un groupe WhatsApp de 70 personnes à la « journée de feu », Jair Bolsonaro annonce l'ouverture d'une enquête par la police fédérale.

### Gouvernement bolivien
Les incendies atteignent également la partie bolivienne de l'Amazonie en août 2019, dans l'État de Chiquitano, au sud-est. En plus des pompiers, 500 militaires et 200 policiers sont mobilisés pour lutter contre les flammes.
La Réserve naturelle de Tucavaca, située dans le Bosque seco de Chiquitano, réserve de biodiversité endémique, est gravement touchée, des dommages sont infligés à environ 500 espèces animales. Beaucoup de dégâts sont estimés comme irréversibles ou impossibles à réparer en moins de 200 ans. Le 21 août, le vice-président Álvaro García Linera promet de reboiser et d'ouvrir des centres de soin pour les animaux blessés.
Le 23 août, le gouvernement bolivien loue un Boeing Supertanker 747-400 bombardier d'eau à une société privée américaine pour lutter contre les incendies.
Le 23 août, les gouvernements bolivien et paraguayen mettent en commun leurs moyens pour lutter contre les incendies qui touchent leurs deux pays. Le 25 août 2019, le président bolivien, Evo Morales, en campagne pour sa réélection, suspend la campagne des élections générales le temps de la crise, et accepte l'aide internationale proposée par l'Argentine, le Pérou, le Paraguay, le Chili et l'Espagne. Il demande en outre à son ministre des Affaires étrangères d'examiner la proposition de la France de former une alliance pour la diversité en Amazonie. Il demande aussi une réunion d'urgence des pays de l'Organisation du traité de coopération amazonienne (ACTO).
Au 28 août, le Bolivie a réussi à maîtriser 85 % des incendies sur son territoire. À cette date, plus de 160 000 hectares avaient brûlé, le Parc naturel de Otuquis est dévasté et sa faune très gravement atteinte.

## Réactions internationales non gouvernementales

### Internet
Le réseau social Twitter, les hashtags « #PrayforAmazonia » (« Prier pour l'Amazonie ») ou « #ActForTheAmazon » (« Agir pour l'Amazone ») deviennent les deux premières tendances mondiales. Sur Change.org, une pétition en ligne est publiée par l'avocat brésilien Gabriel Santos, qui habite à Rio Branco au cœur de l’Amazonie, pour demander au gouvernement brésilien de plus se mobiliser contre les incendies et pour demander l'ouverture d'une enquête pour en déterminer les causes, est publiée le 21 août. En 48 h, elle avait réuni plus de 2,4 millions de signatures.
De nombreuses célébrités et athlètes ont exprimé leurs préoccupations et leurs soutiens à travers Internet. Cependant, beaucoup de ces photographies partagées sur les réseaux sont issues d'événements passés de feux de forêt en Amazonie,.
L'acteur américain Leonardo DiCaprio, fervent défenseur de l'environnement, annonce faire un don de 5 millions de dollars.

### Manifestations mondiales devant les ambassades et les consulats du Brésil

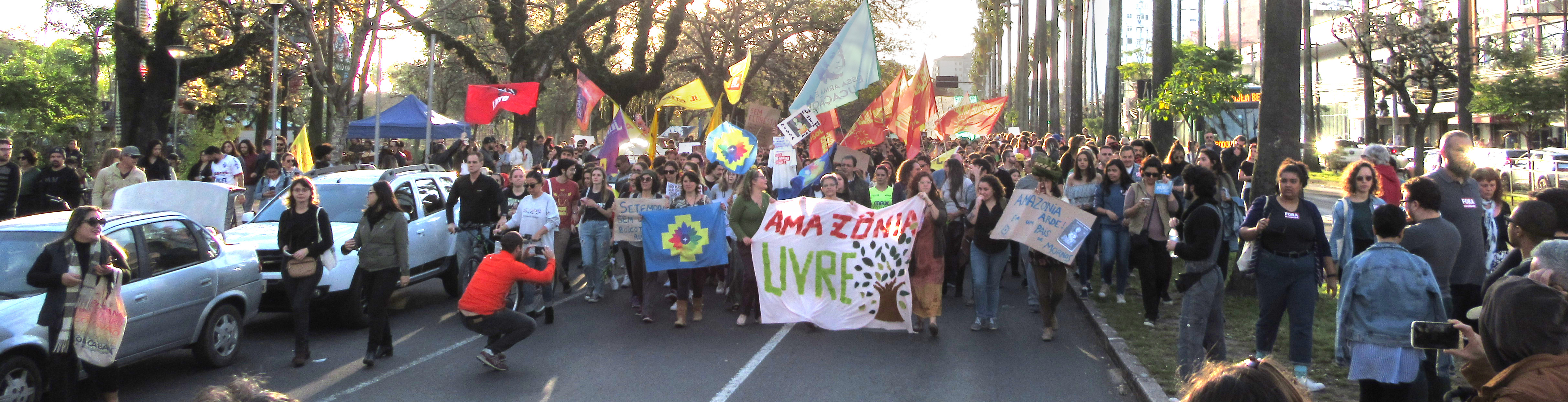
Manifestation à Porto Alegre (Brésil) appelant à la protection de l'Amazonie le 24 août 2019.

Le 23 août 2019, à l'appel des mouvements écologistes Extinction Rebellion et Fridays for Future, des manifestations ont lieu devant de nombreux consulats et ambassades du Brésil en Europe et en Amérique. Toutes les manifestations réunissent au moins une centaine de personnes, parfois plusieurs. À Dublin en Irlande et à Copenhague au Danemark, les manifestants occupent les entrées des ambassades. En même temps, deux manifestations de quelques milliers de personnes ont lieu au Brésil même, à São Paulo et à Rio de Janeiro. En réponse aux manifestations, et aux pressions économiques et diplomatiques du président français Emmanuel Macron, une quarantaine de bolsonaristes manifestent devant l'ambassade de France à Brasilia.

#### Droit international
- Peuple autochtone, Droit des peuples autochtones (Déclaration des droits des peuples autochtones)